# رستي يونغ
رستي يونغ (بالإنجليزية: Rusty Young)‏ هو موسيقي أمريكي، ولد في 23 فبراير 1946 في لونغ بيتش في الولايات المتحدة.

## وصلات خارجية
- رستي يونغ على موقع IMDb (الإنجليزية)
- رستي يونغ على موقع ميوزك برينز (الإنجليزية)
- رستي يونغ على موقع ديسكوغز (الإنجليزية)